# Emma Goitein Dessau

Autoritratto di Emma Goitein. 1918. Olio su tela.

Emma Goitein Dessau (Karlsruhe, 1877 – Perugia, 17 settembre 1968) è stata una pittrice e xilografa tedesca naturalizzata italiana.

## Biografia
Discendente in linea paterna da un’antica dinastia di rabbini ungheresi e in linea materna da una famiglia di vasta cultura, nasce nel 1877 a Karlsruhe, all’epoca capitale del Granducato di Baden.
La madre, precocemente vedova, fautrice del femminismo allora nascente, volle per lei e le sue sorelle un’educazione ed una preparazione professionale che le mettesse in condizioni di provvedere a sé stesse.
La piccola Emma dimostra presto il suo spiccato talento per la pittura. Studia arte dapprima a Karlsruhe dal 1894 al 1897 e poi, invitata a Londra, alla scuola di Hubert von Herkommer dove ha modo di conoscere la pittura dei Preraffaelliti.
Nel 1901 sposa a Karlsruhe il fisico Bernardo Dessau con il quale poi si trasferisce a Bologna, dove il marito ha un incarico scientifico. Tra il 1901 e il 1902 è tra le prime donne ammesse a frequentare la scuola di nudo dell’Accademia bolognese.
Dopo il 1905 è a Monaco, dove conosce gli ambienti artistici della Secessione e ha modo di approfondire la tecnica xilografica.
Proprio questo interesse per questa antica tecnica incisoria la porta in contatto con gli ambienti artistici che gravitano intorno alla nuova innovativa rivista, L'Eroica, fondata alla Spezia da Ettore Cozzani nel 1911.
Nel 1912 è così l’unica donna emergente tra i tanti espositori alla prima Mostra internazionale di Levanto allestita dalla rivista di Cozzani, dove presenta tre grafiche: una Salomè e due ex libris.
Nel 1917 collabora alla monumentale pubblicazione che Cesare Ratta dedica alla xilografia italiana del suo tempo.
In xilografia sono numerose le sue malinconiche tavole a corredo figurativo di libri, come anche gli ex librisquadri in mostra  per privati committenti. In pittura si dedica spesso al ritratto, alla figura in genere, al nudo.
Le dolorose vicende della vita e quelle storiche dell’Europa della prima metà de XX secolo la portano a dover sopportare lutti familiari ed affrontare sia l’ostilità in quanto tedesca durante il periodo della prima guerra mondiale, sia successivamente la persecuzione per le sue origini ebraiche.
Dal 1901 al 1904 gli sposi vivono a Bologna, per trasferirsi poi a Perugia, dove Bernardo Dessau ottenne la cattedra di professore straordinario alla Facoltà di Medicina e Chirurgia. Per tutta la vita, fino ai sessantotto anni, quando smette di dipingere, Emma coniuga la sua fluida «doppia presenza» nella sfera pubblica e in quella privata, talvolta con fatica ma pur sempre magistralmente.
È capace di conciliare il ruolo pubblico di pittrice, xilografa e attivista nel sionismo italiano con i compiti di moglie e di madre nella sfera privata. Ha insomma l’abilità di attraversare registri temporali e culturali profondamente diversi: il tempo interiore della soggettività, i tempi della cura e dell’affettività, il tempo del mercato dell’arte. È questo un talento che si riflette nella sua produzione artistica.
Trascorre gli ultimi anni della sua esistenza in silenzioso ritiro a Perugia, città cui è stata scenario di grande parte del suo sviluppo artistico e privato. Nel cimitero monumentale di questa città la pittrice è sepolta.

## Opere
Le sue opere sono oggi disperse in molte collezioni private e pubbliche quali il British Museum, il MAMbo di Bologna, il Museo della xilografia di Carpi, la Palazzina delle arti della Spezia, il Museo dell’Accademia di Perugia, la Collezione regionale dell’Umbria.